# 南から来た男 (アルバム)
| 専門評論家によるレビュー | 専門評論家によるレビュー |
| レビュー・スコア         | レビュー・スコア         |
| 出典                     | 評価                     |
| ------------------------ | ------------------------ |
| AllMusic                 | [ 1 ]                    |

『南から来た男』（みなみからきたおとこ、Christopher Cross）は、原題ではセルフタイトルとなっているクリストファー・クロスのデビュー・アルバムで、1979年半ばにレコーディングされ12月にリリースされた。このアルバムは、3M デジタル・レコーディング・システム (3M Digital Recording System) を活用した初期のデジタル・レコーディング・アルバムのひとつである。1970年代後半から1980年代前半にかけて最も影響力のあるソフトロック・アルバムの一つとして挙げられるこのアルバムは、アルバム・オブ・ザ・イヤー、レコード・オブ・ザ・イヤー、ソング・オブ・ザ・イヤー、最優秀新人賞を含む5部門のグラミー賞を受賞し、クロスは主要4部門を同一年に受賞した初のアーティストとなった。この偉業はその後、2020年のビリー・アイリッシュまで達成されることがなかった。

## 評価
スティーヴン・トマス・アールワインによると、このアルバムは「大ヒットとなり、広く賞賛され、少なくとも業界関係者の間では支持され（批評家たちはじっくり聴きなおしもしなかった）、マルチ＝プラチナのセールスといくつものグラミーを獲得した。オールミュージックにおける後年の立場からの批評でアールワインは、本作のソフトロックのアルバムとしての成功は、ほとんどの聴き手にとって意味のないことだろうと述べ、本作が、その一貫した良質な楽曲とクロスの技巧的に優れたミュージシャンシップによって「当時、主流だったアルバム群の中の最良の部分であることは間違いない」とし、「その通り、彼は感傷的な雰囲気を好み、バラードをとても甘美にでき、また彼の旋律は豊かで楽曲の構成はしっかりしていて、そうした強固な基礎の上に、古典的といえるほどの輝きが、とりわけ深く印象に残るマイケル・マクドナルドのバッキング・ボーカルも含め、スタジオ・ミュージシャンのプロや友人たちによって提供されている」と述べている。
このアルバムはまた、後年において、ヨット・ロックと称されるジャンルの鍵となる作品として賞賛されている。2009年にチャック・エディは雑誌『スピン』にリストを発表したこのジャンルに欠かせない8点のアルバムのひとつとして、本作を挙げた。雑誌『Vinyl Me, Please』のティモシー・マルコム (Timothy Malcolm) は、2017年に発表した最良のヨット・ロック・アルバム10点のひとつに本作を入れ、「このアルバムは、実のところヨット・ロックのジャンルからは音響的には少し外れており、アコースティック・ギターやストリングスが強調されている。しかし、そのメッセージはこのジャンルにぴったりであり、内面の平安を求める愚か者のためのものであって、そして何より、極めてスムーズに流れるのである」と述べている。2018年にオンライン公開された The Vinyl District におけるマイケル・H・リトル (Michael H. Little) は、本作をこのジャンル最高のアルバムとし、また最もスムーズなアルバムのひとつだとも述べ、クロスを「ソフトロックの顔 (the face of soft rock)」にしたと評した。

## 収録曲
全曲、クリストファー・クロス作詞作曲。
1. セイ・ユール・ビー・マイン - "Say You'll Be Mine" - 2:53
2. 愛はまぼろし - "I Really Don't Know Anymore" - 3:49
3. スピニング - "Spinning" - 3:59：ヴァレリー・カーターとのデュエット曲
4. もう二度と - "Never Be the Same" - 4:40
5. 哀れなシャーリー - "Poor Shirley" - 4:20
6. 風立ちぬ - "Ride Like the Wind" - 4:30
7. ライト・イズ・オン - "The Light Is On" - 4:07
8. セイリング - "Sailing" - 4:14
9. ジゴロの芸人 - "Minstrel Gigolo" - 6:00
（以上、アナログ盤LPでは、「風立ちぬ」以降がB面[6]）
10. マリー・アン - "Mary Ann" - 2:52：2012年リリースの日本盤リマスターCDボーナス・トラック[7]

「マリー・アン」は、ヤマハ音楽振興会が主催した1980年の第11回世界歌謡祭のために書かれ、1980年に日本独自盤としてシングルがリリースされた楽曲である 。

## パーソネル
- ラリー・カールトン - ギター・ソロ（英語版） (2, 7)
- ヴァレリー・カーター - リード・ボーカル、バックグラウンド・ボーカル (3)
- レニー・カストロ (Lenny Castro) - パーカッション (1, 2, 4-7, 9)
- クリストファー・クロス - 編曲、リード・ボーカル、エレクトリック・ギター、アコースティック・ギター (1, 4, 6-9)、バックグラウンド・ボーカル (1, 5-8)、ギター・ソロ (5, 6)
- Assa Drori - コンサートマスター
- ヴィクター・フェルドマン - ヴィブラフォン (3, 4)、パーカッション (3, 7, 8)
- チャック・フィンドレー - トランペット、フリューゲルホルン (3)
- ジェイ・グレイドン - ギター・ソロ (1, 4)
- ドン・ヘンリー - バックグラウンド・ボーカル (7)
- ジム・ホーン（英語版） - サクソフォーン
- エリック・ジョンソン - ギター・ソロ (9)
- ジャッキー・ケルソ（英語版） - サクソフォーン
- ニコレット・ラーソン - バックグラウンド・ボーカル (1)
- Myrna Matthews - バックグラウンド・ボーカル (4)
- Marty McCall - バックグラウンド・ボーカル (4)
- Lew McCreary - トロンボーン
- マイケル・マクドナルド - バックグラウンド・ボーカル (2, 6)
- Rob Meurer - 編曲、シンセサイザー (2-4, 6-8)、エレクトリックピアノ (3, 4, 7, 8)、チェレスタ (3)、アコースティック・ピアノ (5, 9)、オルガン (5)
- マイケル・オマーティアン - 編曲、アコースティック・ピアノ (1-4, 6, 7, 8)、シンセサイザー (9)、バックグラウンド・ボーカル (9)
- ストーミー・オマーティアン（英語版） - バックグラウンド・ボーカル (4)
- Tomás Ramírez - サクソフォーン (9)
- Don Roberts - サクソフォーン
- Andy Salmon - エレクトリックベース
- J.D.サウザー - バックグラウンド・ボーカル (7)
- トミー・テイラー（英語版） - ドラムス

### プロダクション
- プロデューサー - マイケル・オマーティアン
- アシスタント・プロデューサー - Michael Ostin
- エンジニア/ミックス - Chet Himes
- セカンド・エンジニア - Stuart Gitlin
- マスタリング - Bobby Hata
- アートワーク - Danny Henderson and James Flournoy Holmes
- デザイン - James Flournoy Holmes and Wonder Graphics
- フラミンゴ・コンセプト - Jim Newhouse

## チャート
| チャート（1980年/1981年） | 最高位 |
| ------------------------- | ------ |
| オランダ (MegaCharts)     | 14     |
| ニュージーランド (RMNZ)   | 16     |
| UK アルバムズ (OCC)       | 14     |
| US Billboard 200          | 6      |

| チャート（1980年） | 順位 |
| ------------------ | ---- |
| US Billboard 200   | 17   |
| チャート（1981年） | 順位 |
| US Billboard 200   | 4    |

シングル – Billboard（アメリカ合衆国）
| 年   | シングル             | チャート           | 最高位 |
| ---- | -------------------- | ------------------ | ------ |
| 1980 | "Ride Like the Wind" | Pop Singles        | 2      |
| 1980 | "Sailing"            | Pop Singles        | 1      |
| 1980 | "Never Be the Same"  | Adult Contemporary | 1      |
| 1980 | "Never Be the Same"  | Pop Singles        | 15     |
| 1981 | "Say You'll Be Mine" | Pop Singles        | 20     |

## 認定
| 国/地域                                             | 認定        | 認定/売上数 |
| --------------------------------------------------- | ----------- | ----------- |
| オーストラリア (ARIA)                               | Platinum    | 70,000^     |
| フランス (SNEP)                                     | Platinum    | 300,000*    |
| ドイツ (BVMI)                                       | Gold        | 250,000^    |
| イタリア (FIMI)                                     | Gold        | 200,000*    |
| オランダ (NVPI)                                     | Gold        | 50,000^     |
| ニュージーランド (RMNZ)                             | Gold        | 7,500^      |
| スペイン (PROMUSICAE)                               | Gold        | 50,000^     |
| イギリス (BPI)                                      | Platinum    | 300,000^    |
| アメリカ合衆国 (RIAA)                               | 5× Platinum | 5,000,000^  |
| * 認定のみに基づく売上数 ^ 認定のみに基づく出荷枚数 |             |             |

## 受賞
グラミー賞
| 年   | 部門                                         | 受賞                   |
| ---- | -------------------------------------------- | ---------------------- |
| 1981 | 最優秀アルバム賞                             | 南から来た男           |
| 1981 | 最優秀ボーカル伴奏インストゥルメンタル編曲賞 | セイリング / "Sailing" |
| 1981 | 最優秀レコード賞                             | セイリング / "Sailing" |
| 1981 | 最優秀楽曲賞                                 | セイリング / "Sailing" |
| 1981 | 最優秀新人賞                                 | クリストファー・クロス |